# دوغی‌کلا
دوغی‌کلا، روستایی از توابع بخش رودبست شهرستان بابلسر در استان مازندران ایران می‌باشد . که از غرب به روستای میانبال، از شرق به روستای رزکنار از جنوب به روستای شاره از توابع شهرستان بابل  و از شمال به روستای کونر محصور می‌باشد .

## جمعیت
این روستا در دهستان خشکرود قرار داشته و براساس آخرین سرشماری مرکز آمار ایران که در سال ۱۳۸۵ صورت گرفته، جمعیت آن ۶۱۱نفر (۱۵۷خانوار) بوده‌است.
طبق آخرین آمار فروردین ۱۳۹۵ از دهیاری روستای دوغیکلا ۷۰۵ نفر می‌باشد .